# Нисии, Юкито
Нисии Юкито яп. 西井幸人 Nishii Yukito) — японский актёр. Родился 14 июня 1995, в японской префектуре Сайтама.

## Биография
В мае 2008 года он занял второе место в гран-при пятого прослушивания в группу D-Boys, став самым молодым участником коллектива (ему было всего 12 лет).

## Карьера
Дорамы:
- 2010 — The man, Oishi Kuranosuke
- 2011 — Доктор Судзуки

Фильмы:
- 2010 — Признания (Confessions, 告白 Kokuhaku)
- 2011 — Poledancing Boys

Мюзикл:
- 2010 — Kuroshitsuji Musical II : The Most Beautiful Death in the World/Тёмный дворецкий мюзикл 2: Самая прекрасная смерть в мире-как Сиэль Фантомхайв(Ciel Phantomhive)